# Antonio Baratella
Antonio Baratella (Loreggia, antes de 1385 – Feltre, 27 de julio de 1448) fue un poeta italiano.
Nacido cerca de Padua, estudió derecho siguiendo la voluntad de sus padres, y en 1405 se transformó en notario. Siguió luego estudios de arte, alternando además su trabajo notarial (en Camposampiero entre 1405 y 1412) con la enseñanza de retórica y la práctica de la poesía en diversas localidades venecianas como Padua, Muggia, Belluno y Feltre.
Aspiraba, con modesta fortuna, a transformarse en un poeta y a conducir una vida tranquila protegido por un mecenas. Escribió novelas cortas y poesías en gran número, experimentando nuevas métricas, incluso a expensas de la claridad. Actualmente, el interés por este autor es predominantemente histórico: a través sus obras se pueden encontrar noticias de diversos personajes de su época, todos destinatarios de sus versos.

## Obras
Dentro de las obras de Baratella que se han preservado a través de trece manuscritos se tienen:
- Ecatometrologia, circa 1420.
- Elegiae, poemario, 1422-1423.
- Policleomenareis, poemetto mitológico, 1422
- Foscara, poemetto. Impresa recientemente como: Foscara 1423 / Antonio Baratella, una edición de Adriana Cassata Contin y Elda Martellozzo Forin, Venecia, La Malcontenta, 2014. ISBN 978-88-95745-28-2.
- Musonea, poema, 1426.
- Baratella, 1426-1427.
- Antonia, varios, 1427-1429.
- Laureia, poema, 1430-1431.
- Asella Camela, poemetto.
- Polydoreis, 1439.
- Ecatometrologia, 1440, nueva redacción con notas del manuscrito de 1420.
- Epigrammata seu Protesilais.
- Metrologia Priscianica, novela corta.